# 中納言停留場

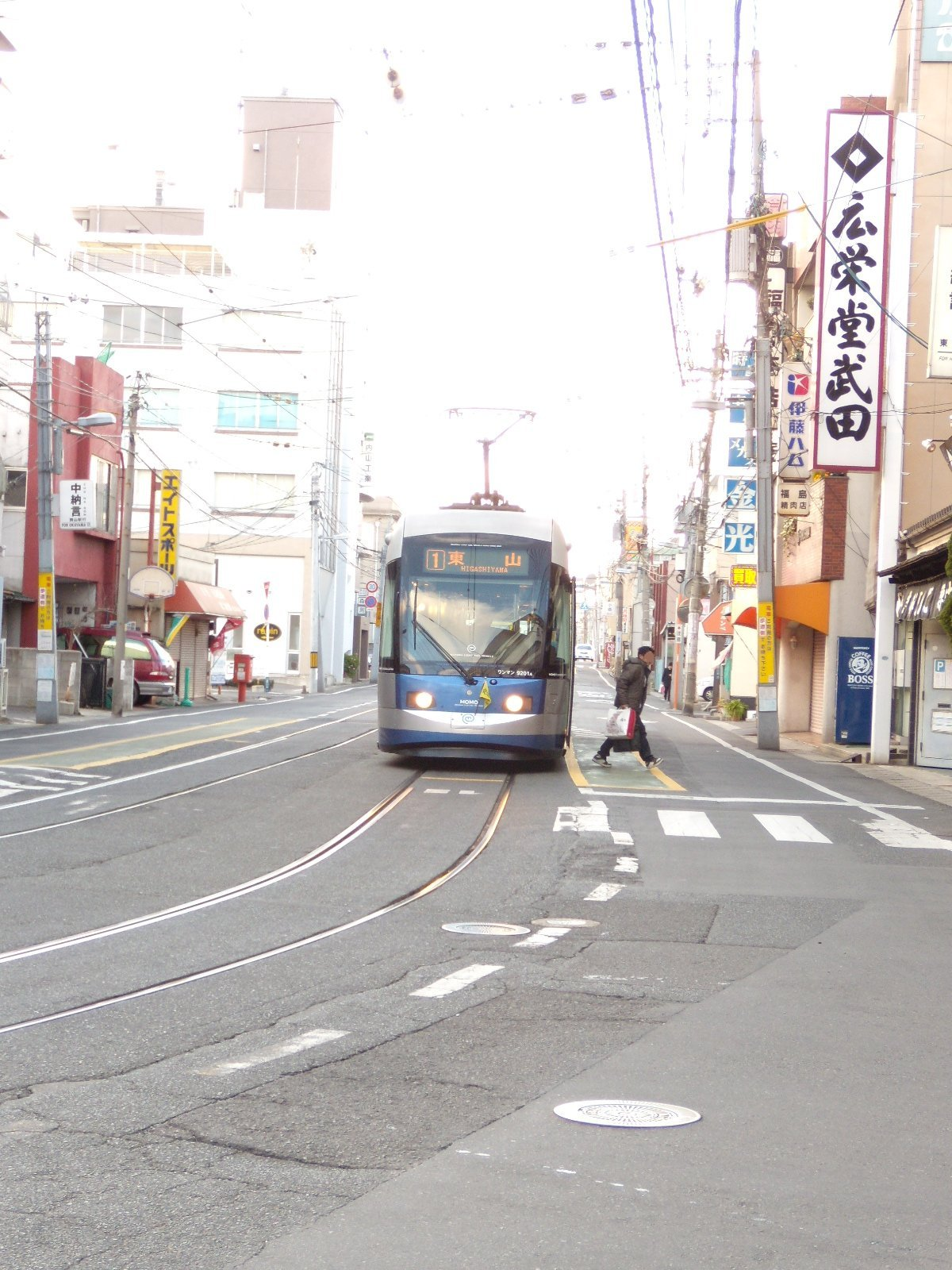
電車停靠中。

中納言停留場（日语：／ Chunagon teiryūjō */?），又稱中納言電車站，是位於岡山縣岡山市中區中納言町和小橋町二丁目，岡山電氣軌道東山本線的電車站。車站編號為H08。

## 歷史
- 1923年（大正12年）7月9日 西大寺町至東山之間間開通[1]，此站啟用。

## 電車站構造
由於道路寬度問題，因此此站沒有月台。電車乘車處位於道路上的安全地帶。在道路旁設有電車時間表。乘車需要在道路旁候車，等候電車到達時才越過馬路乘車。在道路旁設有告示牌，提醒乘客在道路上候車是十分危險。
在2001年（平成13年），小橋停留場發生交通意外，該站一架私家車撞向候車中的高校生，由於該站與此站也是相同構造，為了防止同類事故發生，計劃在此站加設月台。可是為了確保車站有一個月台，同時計劃把該路段變成單線，後來由於單線化會影響繁忙時間的運作使沒有實現這個計劃。反而在電車內會廣播提醒乘客小心車輛。

## 電車站周邊
- 國道250號
- 岡山縣道28號岡山牛窗線（日语：岡山県道28号岡山牛窓線）
- 廣榮堂本店
- 廣榮堂武田
- 國清寺

## 相鄰電車站
岡山電氣軌道
■東山本線
小橋（H07）－中納言（H08）－門田屋敷（H09）

## 注腳
1. ↑  岡山電気軌道　路面電車のあゆみ （页面存档备份，存于）（日語）
2. ↑  . YOMIURI ONLINE（読売新聞岡山地域面） (読売新聞社).   [2018-06-08]. （原始内容存档于2002-03-16） （日语）.

## 外部連結
- 岡山電気軌道株式会社 電車事業部（路面電車） （页面存档备份，存于）（日語）